# Aristelliger expectatus
Espèce
Synonymes
- Aristelliger cochranae expectatus Cochran, 1933

Aristelliger expectatus est une espèce de geckos de la famille des Sphaerodactylidae.

## Répartition
Cette espèce est endémique d'Hispaniola.

## Description
C'est une espèce arboricole, nocturne et insectivore.

## Publication originale
- Cochran, 1933 : A new gecko from Haiti, Aristelliger expectatus. Proceedings of the Biological Society of Washington, vol. 46, p. 33-35 (texte intégral).